# Martigny-les-Bains
Martigny-les-Bains är en kommun i departementet Vosges i regionen Grand Est (tidigare regionen Lorraine) i nordöstra Frankrike. Kommunen ligger i kantonen Lamarche som tillhör arrondissementet Neufchâteau. År 2022 hade Martigny-les-Bains 793 invånare.

## Befolkningsutveckling
Antalet invånare i kommunen Martigny-les-Bains
| Referens: INSEE |